# Vaupés megye
Vaupés Kolumbia egyik megyéje. A rendkívül ritkán lakott megye (népsűrűsége kevesebb mint 1 fő/km²) az ország délkeleti részén terül el. Székhelye Mitú.

## Földrajz
Az ország délkeleti részén elterülő megye északkeleten Guainía, északnyugaton Guaviare, nyugaton Caquetá, délen Amazonas megyékkel, míg keleten Brazíliával határos.

## Gazdaság
Legfontosabb termesztett növényei a manióka, az ananász, a kukorica, a rizs és a csilipaprika. Innen származik az ország teljes caimotermelése.

## Népesség
Ahogy egész Kolumbiában, a népesség növekedése Vaupés megyében is gyors, bár az 1993-as népszámláláson kiugróan alacsony értéket mértek. A változásokat szemlélteti az alábbi táblázat:
| Év             | Lakosság |
| -------------- | -------- |
| 1985           | 26 178   |
| 1993           | 18 235   |
| 2005           | 39 279   |
| 2012 (becsült) | 42 817   |